# چومند
چومِند (به مجاری:  Csömend) یک منطقهٔ مسکونی در مجارستان است که در ناحیه مارتسالی واقع شده‌است. چومند ۸٫۶۶ کیلومتر مربع مساحت و ۲۹۸ نفر جمعیت دارد.